# 稲熊定次郎
稲熊定次郎（いなぐまさだじろう、1939年6月8日- ）は日本の税理士、社会保険労務士。愛知県名古屋市南区笠寺生まれ。名古屋税理士会所属。愛知県社会保険労務士会所属。稲熊会計事務所の前所長。顧問相談役。
1965年に自宅にて税理士事務所を開業。名古屋市立桜台高等学校卒業。桜台高校在学中、ハンドボール部に所属し、高校選手権（現在のインターハイ）には在学時の3年間連続で出場し、主将を務めた1957年の愛媛大会で5連覇の達成、国体の静岡大会での3連覇の達成に貢献した。1957年には日本スポーツ賞を受賞している。また、郵政事業の人材育成に貢献したとして1999年5月に郵政省（当時郵政大臣は野田聖子）より感謝状を受ける。2010年の春の叙勲では税理士功労として旭日小綬章を受章した。